# European Champions Cup 2013
La European Champions Cup 2013 è stata la 50ª edizione della massima competizione europea per club di baseball.

## Formula
Il format del torneo prevede una fase a gironi in cui le squadre partecipanti sono state sorteggiate in due gironi di qualificazione, uno disputato a Barcellona e l'altro a Ratisbona.
Le prime due classificate di ciascun girone si scontrano in una partita secca, che sancisce la squadra avente diritto a prendere parte alla serie finale.
Rispetto all'anno precedente sono state eliminate le Final Four: la serie finale sarà al meglio delle tre partite.

## Fase a gruppi

### Torneo di qualificazione di Barcellona
| Barcellona 4 giugno 2013, ore 10:30 | Rouen Huskies | 0 – 1 referto | Draci Brno | Estadio Pérez de Rozas |

| Barcellona 4 giugno 2013, ore 15:00 | Rimini Baseball | 1 – 0 (all'11º) referto | Corendon Kinheim | Estadio Pérez de Rozas |

| Barcellona 4 giugno 2013, ore 19:30 | Paderborn Untouchables | 2 – 4 referto | CB Barcelona | Estadio Pérez de Rozas |

| Barcellona 5 giugno 2013, ore 10:30 | Corendon Kinheim | 7 – 9 referto | Rouen Huskies | Estadio Pérez de Rozas |

| Barcellona 5 giugno 2013, ore 15:00 | Draci Brno | 0 – 2 referto | Paderborn Untouchables | Estadio Pérez de Rozas |

| Barcellona 5 giugno 2013, ore 19:30 | CB Barcelona | 1 – 2 referto | Rimini Baseball | Estadio Pérez de Rozas |

| Barcellona 6 giugno 2013, ore 10:30 | Corendon Kinheim | 9 – 6 referto | Paderborn Untouchables | Estadio Pérez de Rozas |

| Barcellona 6 giugno 2013, ore 15:00 | Rouen Huskies | 3 – 6 referto | Rimini Baseball | Estadio Pérez de Rozas |

| Barcellona 6 giugno 2013, ore 19:30 | CB Barcelona | 3 – 10 referto | Draci Brno | Estadio Pérez de Rozas |

| Barcellona 7 giugno 2013, ore 11:30 | Rimini Baseball | 4 – 10 referto | Draci Brno | Estadio Pérez de Rozas |

| Barcellona 7 giugno 2013, ore 15:00 | Rouen Huskies | 5 – 10 referto | Paderborn Untouchables | Estadio Pérez de Rozas |

| Barcellona 7 giugno 2013, ore 19:30 | Corendon Kinheim | 7 – 0 referto | CB Barcelona | Estadio Pérez de Rozas |

| Barcellona 8 giugno 2013, ore 10:30 Rimandata alle 19:30 | Paderborn Untouchables | 1 – 2 referto | Rimini Baseball | Estadio Pérez de Rozas |

| Barcellona 8 giugno 2013, ore 15:00 | Draci Brno | 0 – 1 referto | Corendon Kinheim | Estadio Pérez de Rozas |

| Barcellona 8 giugno 2013, ore 19:30 Rimandata al 9 giugno ore 10:00 | CB Barcelona | 2 – 1 referto | Rouen Huskies | Estadio Pérez de Rozas |

#### Classifica
| Pos. | Squadra                | G | V | P | %    | GB  |
| ---- | ---------------------- | - | - | - | ---- | --- |
| 1.   | Rimini Baseball        | 5 | 4 | 1 | .800 | 0.0 |
| 2.   | Corendon Kinheim       | 5 | 3 | 2 | .600 | 1.0 |
| 3.   | Draci Brno             | 5 | 3 | 2 | .600 | 1.0 |
| 4.   | CB Barcelona           | 5 | 2 | 3 | .400 | 2.0 |
| 5.   | Paderborn Untouchables | 5 | 2 | 3 | .400 | 2.0 |
| 6.   | Rouen Huskies          | 5 | 1 | 4 | .200 | 3.0 |

#### Finale di raggruppamento
| Barcellona 9 giugno 2013, ore 14:00 | Rimini Baseball | 6 – 2 referto | Corendon Kinheim | Estadio Pérez de Rozas |

| Rimini Baseball qualificato alla serie finale |

### Torneo di qualificazione di Ratisbona
| Ratisbona 4 giugno 2013, ore 11:00 | L&D Amsterdam | 3 – 4 (al 10º) referto | Unipol Bologna | Armin-Wolf-Arena |

| Ratisbona 4 giugno 2013, ore 15:00 | T&A San Marino | 8 – 3 referto | Eagles Praga | Armin-Wolf-Arena |

| Ratisbona 4 giugno 2013, ore 19:00 | Berna Cardinals | 8 – 14 referto | Buchbinder Legionäre | Armin-Wolf-Arena |

| Ratisbona 5 giugno 2013, ore 11:30 | Eagles Praga | 12 – 4 referto | Berna Cardinals | Armin-Wolf-Arena |

| Ratisbona 5 giugno 2013, ore 15:00 | Unipol Bologna | 14 – 4 (all'8º) referto | T&A San Marino | Armin-Wolf-Arena |

| Ratisbona 5 giugno 2013, ore 19:00 | Buchbinder Legionäre | 1 – 9 referto | L&D Amsterdam | Armin-Wolf-Arena |

| Ratisbona 6 giugno 2013, ore 11:00 | Eagles Praga | 1 – 2 referto | Unipol Bologna | Armin-Wolf-Arena |

| Ratisbona 6 giugno 2013, ore 15:00 | L&D Amsterdam | 16 – 1 (al 6º) referto | Berna Cardinals | Armin-Wolf-Arena |

| Ratisbona 6 giugno 2013, ore 19:00 | Buchbinder Legionäre | 7 – 6 (al 10º) referto | T&A San Marino | Armin-Wolf-Arena |

| Ratisbona 7 giugno 2013, ore 11:00 | Berna Cardinals | 2 – 9 referto | Unipol Bologna | Armin-Wolf-Arena |

| Ratisbona 7 giugno 2013, ore 15:00 | L&D Amsterdam | 0 – 4 referto | T&A San Marino | Armin-Wolf-Arena |

| Ratisbona 7 giugno 2013, ore 19:00 | Buchbinder Legionäre | 3 – 5 referto | Eagles Praga | Armin-Wolf-Arena |

| Ratisbona 8 giugno 2013, ore 11:00 | T&A San Marino | 5 – 2 referto | Berna Cardinals | Armin-Wolf-Arena |

| Ratisbona 8 giugno 2013, ore 15:00 | Eagles Praga | 5 – 19 (al 7º) referto | L&D Amsterdam | Armin-Wolf-Arena |

| Ratisbona 8 giugno 2013, ore 19:00 | Unipol Bologna | 9 – 4 referto | Buchbinder Legionäre | Armin-Wolf-Arena |

#### Classifica
| Pos. | Squadra              | G | V | P | %     | GB  |
| ---- | -------------------- | - | - | - | ----- | --- |
| 1.   | Unipol Bologna       | 5 | 5 | 0 | .1000 | 0.0 |
| 2.   | T&A San Marino       | 5 | 3 | 2 | .600  | 2.0 |
| 3.   | L&D Amsterdam        | 5 | 3 | 2 | .600  | 2.0 |
| 4.   | Eagles Praga         | 5 | 2 | 3 | .400  | 3.0 |
| 5.   | Buchbinder Legionäre | 5 | 2 | 3 | .400  | 3.0 |
| 6.   | Berna Cardinals      | 5 | 0 | 5 | .000  | 5.0 |

#### Finale di raggruppamento
| Ratisbona 9 giugno 2013, ore 13:00 | Unipol Bologna | 7 – 6 referto | T&A San Marino | Armin-Wolf-Arena |

| Unipol Bologna qualificata alla serie finale |

## Finali

### Gara 1
| Bologna 1º agosto 2013, ore 21:00 Gara 1                                                                                 | Unipol Bologna | 10 – 0 (al 7º) referto | Rimini Baseball | Stadio Gianni Falchi |
| \| \| \| \| \| D'Amico \| Doppi \| Babini \| \| Infante al 2º da 1 punto, Sabbatani al 5º da 1 punto \| Fuoricampo \| \| |                |                        |                 |                      |
| |                |                        |                 |                      |
| D'Amico | Doppi          | Babini                 |                 |                      |
| Infante al 2º da 1 punto, Sabbatani al 5º da 1 punto                                                                     | Fuoricampo     |                        |                 |                      |

### Gara 2
| Rimini 2 agosto 2013, ore 21:00 Gara 2                                                                 | Rimini Baseball | 1 – 2 referto            | Unipol Bologna | Stadio dei Pirati |
| \| \| \| \| \| Romero, Spinelli \| Doppi \| Infante \| \| \| Fuoricampo \| Infante al 9º da 1 punto \| |                 |                          |                |                   |
| |                 |                          |                |                   |
| Romero, Spinelli                                                                                       | Doppi           | Infante                  |                |                   |
| | Fuoricampo      | Infante al 9º da 1 punto |                |                   |

## Vincitore
| Campione d'Europa 2013 Unipol Fortitudo Bologna 5º titolo |

Unipol Fortitudo Bologna ammessa alle 2013 Asia Series.